# 抹額
抹額，亦稱頭紮、勒子、遮眉勒，為中國古代女性配戴於眉額處的條狀額飾。是由布帛織錦等物折疊或裁製成,多飾以刺繡或珠玉，源於婦女冬季防寒或坐月子時頭部保暖的配飾，有防風保溫、裝飾等功能。不論年齡大小女性都有配戴抹額的習慣。

## 起源
抹額起源於商周時期，而「抹額」一詞則始於唐朝。

## 功能
抹額有防風、保温、裝飾等功能。
1. ↑  國家文化記憶庫. . 國家文化記憶庫.